# 裴椿
裴椿，承天人，是一名明朝政治人物。进士出身。
裴椿曾于嘉靖年间(1522～1566年)接替沈大楠任延平府知府一职，嘉靖二十一年(1542年)由冯岳接任。